# Яндубаев, Сергей Васильевич
Серге́й Васи́льевич Яндуба́ев (5 июня 1957, Цекеево, Кикнурский район, Кировская область, РСФСР, СССР) — советский и российский скульптор-монументалист, художник-портретист. Сотрудник Марийских мастерских Художественного фонда РСФСР (1980—1997), преподаватель Йошкар-Олинского художественного училища (1998—2004). Председатель Марийского отделения Союза художников России (1995—1997). Заслуженный художник Республики Марий Эл (2007). Лауреат Государственной премии Республики Марий Эл (2003) и Государственной молодёжной премии Марий Эл имени Олыка Ипая (1992).

## Биография
Родился 5 июня 1957 года в деревне Цекеево Кикнурского района Кировской области в семье плотника и механизатора. 
Первые уроки изобразительного искусства получил в Яранском интернате Кировской области.
В 1980 году окончил Саратовское художественное училище. 
В 1980—1997 годах — сотрудник Марийских мастерских Художественного фонда РСФСР.
В 1989 году окончил Московское высшее художественно-промышленное училище.
В 1989-1991 годах служил в рядах Советской армии. 
В 1995—1997 годах — председатель Марийского отделения Союза художников России. Является членом правления этого союза. 
В 1998—2004 годах — преподаватель Йошкар-Олинского художественного училища.
В настоящее время проживает с семьёй на родине, в деревне Цекеево Кикнурского района Кировской области. Женат, имеет 2 сыновей.  

## Художественное творчество
В 1993 году вступил в Союз художников России.
Известен как автор памятников погибшим воинам в селе Сысоево Мари-Турекского района, погибшим лётчикам Великой Отечественной войны (Медведевский район, с. Шойбулак, 1989), мемориальной скульптуры «Скорбящая» — памятника сотрудникам МВД, погибшим при исполнении служебных обязанностей (г. Йошкар-Ола), марийскому вождю Акпатыру (Кировская область, 1998), памятника «Пожарным и спасателям — героям мирного времени» (2021). В честь 67-й годовщины Победы в Великой Отечественной войне в г. Йошкар-Оле был открыт памятник труженикам тыла в Парке Победы. 
В соавторстве с А. Ширниным — автор памятников марийскому князю Акпарсу в Горномарийском районе (2007), композитору Э. Н. Сапаеву в п. Новый Торъял (2010), первому марийскому киноактёру и поэту Й. Кырла (2009), педагогу, Герою Социалистического Труда Т. И. Александровой у Лицея № 11 имени Т. И. Александровой (2010), народному писателю Марий Эл А. С. Крупнякову (2012), горельефов святых на Набережной Брюгге (2012), фольклористу, поэту, участнику Первой мировой войны А. Е. Котомкину-Савинскому (2013), общественному деятелю, герою Отечественной войны А. А. фон Келлеру (2014), «Скамьи Любви и Верности», памятника «Йошкин кот» в г. Йошкар-Оле, просветителю, автору первого марийского гимна Т. Е. Ефремову (Моркинский район, с. Шоруньжа, 2021) и другим. Участвовал в создании ряда мемориальных досок известным деятелям культуры и искусства, науки и образования в Йошкар-Оле.  
Также ему принадлежит серия портретов, в том числе первого Героя Советского Союза из народа мари С. Р. Суворова, первого марийского профессионального композитора И. С. Палантая, скульптора Шауката Ахметгараева (1991) и др.
Им созданы женские образы в дереве, бронзе и гипсе: «Наташенька» (1988), «Ава мланде» (1991), портрет артистки С. Целикиной (1992), «Наташа» (1992), «Сидящая» (1992) и другие. «Портрет Марии Павловны», созданный в 1982 году в гипсе, в 1983 году отлитый из бронзы, закуплен Третьяковской галереей – единственный случай в изобразительном искусстве Марий Эл.
Его миниатюры стали символами фестивалей: «Йошкар-Ола театральная», марийской песни, марийского танца; футбольной премии «Гордей».
В 2003 и 2007 годах в Йошкар-Оле прошли персональные выставки художника.
В 2007 году ему присвоено почётное звание «Заслуженный художник Республики Марий Эл». Удостоен Государственной премии Республики Марий Эл и Государственной молодёжной премии Марий Эл имени Олыка Ипая.        

## Признание
- Заслуженный художник Республики Марий Эл (2007)[1]
- Государственная премия Республики Марий Эл (2003) — за памятник погибшим сотрудникам МВД, памятную доску И. В. Андрееву, надгробие художнику А. В. Иванову[1]
- Государственная молодёжная премия Марий Эл имени Олыка Ипая (1992) — за серию портретов[1]